# Centro de Informações da Aeronáutica

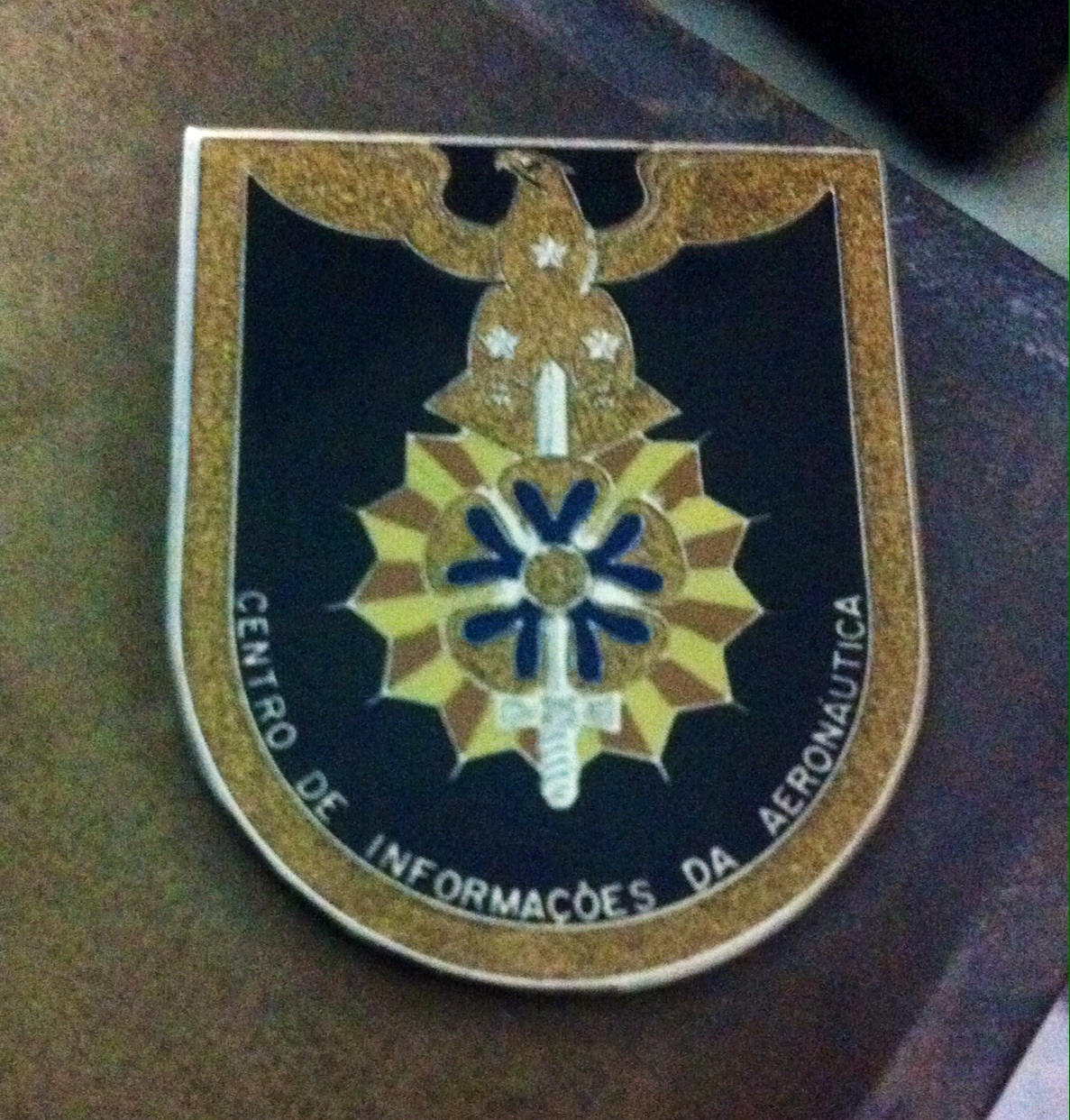
Brasão do CISA

O Centro de Informações de Segurança da Aeronáutica (CISA) foi um órgão interno da Força Aérea Brasileira, extinto em 13  de  janeiro de 1988. Foi precedido pelo  Serviço  de  Informações  da  Aeronáutica (1968), pelo Serviço  de  Informações  de  Segurança  da  Aeronáutica (1969) e pelo Centro  de  Informações  de  Segurança  da  Aeronáutica (1970), sendo afinal extinto em 1988 e substituído pela Secretaria de Inteligência da Aeronáutica (SECINT). Em 26 de agosto de 2004, pelo Decreto n° 5.196, a SECINT passou a compor a estrutura do Comando da Aeronáutica, com a denominaçăo de Centro de Inteligência da Aeronáutica - CIAER.
O CISA era parte da rede de serviços de informação constituída por unidades especializadas nas Forças Armadas e concebidas para colher informações de interesse da segurança nacional. Integrava, portanto, o Sistema Nacional de Informações, cujo principal órgão era o Serviço Nacional de Informações (SNI).
Seus equivalentes nas outras forças eram:
- Centro de Informações do Exército - CIEx
- Centro de Informações da Marinha - CENIMAR

## Histórico
Em   17  de  julho de 1968,  o  decreto  n° 63.005  criou  o  Serviço  de  Informações  da  Aeronáutica  como  órgão  normativo  de  assessoramento  do  ministro  da  Aeronáutica  e  órgão  de  ligação  com  o  Serviço  Nacional  de  Informações.  A  ele  competiam  as  atividades  de  informação  e  contrainformação. O  decreto  n° 63.006, na  mesma  data,  criou  o  Núcleo  de  Serviço  de  Informações  da  Aeronáutica  a  quem  competiam  os  estudos  relacionados  com  a  definição,  o  estabelecimento  e  a  integração  das  normas  relativas  ao  Sistema  de  Informações  da  Aeronáutica,  em  sua  fase  de  implantação,  bem  como  a  elaboração  e  proposta  de  regulamento  do  Serviço  de  Informações  da  Aeronáutica.
Em  3  de  fevereiro  de  1969,  pelo  decreto  n° 64.056,  foi  criado,  no  Ministério  da  Aeronáutica,  o  Serviço  de  Informações  de  Segurança  da  Aeronáutica  (SISA)  como  órgão  normativo  e  de  assessoramento  do  ministro.  O  CISA, com nova denominação,  continuava  sendo  o  órgão  de  ligação  com  Serviço  Nacional  de  Informações,  com as mesmas atribuições   do antigo  Serviço  de  Informações  da  Aeronáutica, ficando  revogado  o  decreto  n° 63.005/68. Nos termos do  decreto  n° 64.285,  de  31  de  março  de  1969,  o  SISA integrava o  Gabinete  do  Ministro  da  Aeronáutica  e era diretamente subordinado ao Ministro e, pelo decreto  n° 66.043,  de  7  de  janeiro  de  1970,  o  cargo de chefe  do  Serviço  passava  a  ser  privativo  de  brigadeiro,  do  quadro  de  oficiais  aviadores  da  ativa.
Pelo  decreto  n°  66.513,  de  29  de  abril  de  1970,  o Serviços  de Informações  de  Segurança  da  Aeronáutica passou a chamar-se Centro  de  Informações  de  Segurança  da  Aeronáutica.
Em  20  de  maio  de  1970,  o  decreto  n° 66.608  extinguiu  o  Núcleo  do  Serviço  de  Informações  da  Aeronáutica.  O  CISA,  então,   assumiu  todo  o  acervo  da  extinta  2ª  Seção  do  Gabinete  do  Ministro  da  Aeronáutica,  do  Núcleo  do  Serviço  de  Informações  da  Aeronáutica e  parte  da  2ª  Seção  do  Estado-Maior  da  Aeronáutica,  compreendendo  material,  documentação  e  arquivo  referente  à  segurança  interna. Segundo  o decreto,  entre  outras atribuições,  caberia ao  CISA, como  participante  do  Sistema  Nacional  de  Informações  orientar,  coordenar  e  supervisionar  as  atividades  de  informações  e  segurança  e  de  contrainformações  no  âmbito  do  Sistema  de  Informações  da  Aeronáutica,  segundo  os  objetivos fixados  no  Plano  Nacional  de  Informações. Foi  estabelecido  também  que  todas  as  atividades  e  a  documentação  do  CISA  eram,  em  princípio,  de  caráter  sigiloso.
O  decreto  n° 66.609,  também  de  20  de  maio  de  1970, alterou o  decreto  n°  64.056/69.  Pelo  novo  texto  legal,  o  SISA  deixava  de  ser  órgão  expressamente  de  assessoramento  do  ministro  da  Aeronáutica,  para  ser,  declaradamente,  o  responsável  pelas  atividades  de  informações  e  contrainformações  de  interesse  para  a  segurança  nacional  no  âmbito  daquele  Ministério.
O  decreto  n°  85.428,  de  27  de  novembro  de  1980,  alterou  a  denominação  do  CISA,  de  Centro  de  Informações  de  Segurança  da  Aeronáutica  para  Centro  de  Informações  da  Aeronáutica, o qual  foi  formalmente  extinto  pelo  decreto  n°  95.638,  de  13  de  janeiro  de  1988, sendo substituído pela Secretaria de Inteligência da Aeronáutica (SECINT).
O decreto n° 5.196, de 26 de agosto de 2004, determinou que a SECINT passou a compor a estrutura do Comando da Aeronáutica, com a denominação de Centro de Inteligência da Aeronáutica - CIAER.
O decreto n° 6.834, de 30 de abril de 2009 revogou o decreto n° 5.196, substituindo-o mas mantendo o Centro de Inteligência da Aeronáutica - CIAER.